# Jole Galli
Jole Galli (* 26. Juli 1995 in Samedan, Graubünden, Schweiz) ist eine italienische Freestyle-Skierin und ehemalige Skirennläuferin. Nach dem Wechsel der Sportart ist sie auf die Disziplin Skicross spezialisiert. Bei den Weltmeisterschaften 2023 und 2025 gewann sie jeweils die Mixed-Bronzemedaille.

## Biografie

### Ski Alpin
Die aus Livigno in der Provinz Sondrio stammende Jole Galli bestritt im Alter von 15 Jahren in ihrer Heimat erste nationale Jugendrennen. Ihr FIS-Debüt gab sie wenig später auf der Alpe Cermis. Nach guten Ergebnissen bei Jugend- und Citizen-Rennen startete sie im Februar 2012 in den Riesenslaloms von Abetone erstmals im Europacup. Ihre erste Platzierung in den Punkterängen schaffte sie erst drei Jahre später als 23. in Zell am See. Nur eine Woche danach gelangen ihr in Hinterstoder mit den Rängen fünf und acht in den Disziplinen Super-G und Kombination erste Spitzenresultate. Bei den darauffolgenden Juniorenweltmeisterschaften in Hafjell trat sie als amtierende italienische Riesenslalom-Jugendmeisterin an und belegte in allen fünf Disziplinen Plätze unter den Top 30. Im Riesenslalom wurde sie Elfte. Ein Jahr später verpasste sie als JWM-Kombinationsvierte in Sotschi nur knapp einen Medaillengewinn. Im Dezember 2016 gelang ihr mit Rang vier im Super-G von Kvitfjell das beste Europacup-Resultat ihrer Karriere. Bei den italienischen Meisterschaften am Saisonende gewann sie hinter Verena Stuffer und Sofia Goggia die Bronzemedaille in der Abfahrt.
Am 28. Oktober 2017 verzeichnete Galli im Riesenslalom von Sölden ihren ersten und einzigen Weltcupstart, qualifizierte sich aber nicht für den zweiten Durchgang. In Kvitfjell wurde sie im Dezember 2019 erneut Europacup-Vierte, konnte danach aber nicht mehr an frühere Ergebnisse anschließen. Ihre letzten alpinen Skirennen fuhr sie im März 2021 in Santa Caterina Valfurva im Rahmen der italienischen Meisterschaften.

### Freestyle-Skiing
Im Januar 2021 gab Jole Galli auf der Reiteralm ihr Debüt im Freestyle-Europacup und klassierte sich als Neunte auf Anhieb im Spitzenfeld. In ihrer ersten Skicross-Saison gelangen ihr drei Podestplätze, darunter ein zweiter Rang in Crans-Montana, womit sie die Disziplinenwertung als Zweite hinter Saskja Lack abschloss. Zu Beginn des folgenden Winters feierte sie auf dem Pitztaler Gletscher ihren ersten Europacupsieg und kam danach fast nur noch im Weltcup zum Einsatz.
Wenige Wochen nach ihrem Europacup-Debüt startete Galli ebenfalls auf der Reiteralm erstmals im Freestyle-Skiing-Weltcup und wurde Zehnte. In der Saison 2021/22 fuhr sie sechsmal unter die besten zehn. Im ersten Rennen am Idre Fjäll zog sie ins Finale ein, musste sich dort aber mit Platz vier begnügen. Bei den Olympischen Spielen von Peking belegte sie Rang zehn. Im folgenden Winter konnte sie sich mit sieben Platzierungen unter den besten zehn noch einmal steigern. Auf der Reiteralm glückte ihr als Dritte ihre erster Weltcup-Podestplatz. Die Disziplinenwertung beendete sie als Neunte erstmals im Spitzenfeld. Bei den Weltmeisterschaften in Bakuriani gewann sie gemeinsam mit Federico Tomasoni hinter Schweden und Kanada die Bronzemedaille im Mixed-Mannschaftswettbewerb. Im Einzelrennen kam sie hingegen nicht über Rang elf hinaus.
Im Winter 2024/25 feierte Galli im Fassatal und in Gudauri ihre ersten beiden Weltcupsiege. Bei den Weltmeisterschaften im Engadin wurde sie Neunte im Einzel und konnte im Mixed ihren Medaillengewinn von vor zwei Jahren, diesmal an der Seite von Yanick Gunsch, wiederholen.

## Erfolge Ski Alpin

### Juniorenweltmeisterschaften
- Hafjell 2015: 11. Riesenslalom, 13. Super-Kombination, 16. Super-G, 24. Abfahrt, 29. Slalom
- Sotschi 2016: 4. Kombination, 16. Slalom, 17. Abfahrt, 21. Riesenslalom

### Weitere Erfolge
- Bronze bei den italienischen Meisterschaften in der Abfahrt 2017
- 1 italienischer Juniorenmeistertitel (Riesenslalom 2015)
- 3 Siege in Citizen-Rennen

## Erfolge Freestyle

### Olympische Spiele
- Peking 2022: 10. Skicross

### Weltmeisterschaften
- Bakuriani 2023: 3. Skicross Mixed, 11. Skicross
- Engadin 2025: 3. Skicross Mixed, 9. Skicross

### Weltcupwertungen
| Saison  | Gesamt | Gesamt | Skicross | Skicross |
| Saison  | Platz  | Punkte | Platz    | Punkte   |
| ------- | ------ | ------ | -------- | -------- |
| 2020/21 | –      | –      | 25.      | 62       |
| 2021/22 | –      | –      | 12.      | 273      |
| 2022/23 | –      | –      | 9.       | 378      |

### Weltcupsiege
- 6 Podestplätze, davon 2 Siege:

| Datum           | Ort      | Land     | Disziplin |
| --------------- | -------- | -------- | --------- |
| 9. Februar 2025 | Fassatal | Italien  | Skicross  |
| 1. März 2025    | Gudauri  | Georgien | Skicross  |

### Europacup
- Saison 2020/21: 2. Skicross-Wertung
- 4 Podestplätze, davon 1 Sieg:

| Datum             | Ort     | Land       | Disziplin |
| ----------------- | ------- | ---------- | --------- |
| 21. November 2021 | Pitztal | Österreich | Skicross  |

### Weitere Erfolge
- 1 italienischer Meistertitel (Skicross 2022)